# Busmastering
Bij busmastering wordt het moederbord van een computer voorzien van controllers: extra "hulpjes", die een eigen controle hebben over het systeem.

## Prioriteit
Een ISP-chip (Integrated System Peripherical-chip) zorgt voor het toekennen van prioriteiten. Indien een apparaat dat gebruikmaakt van busmastering, zich meldt bij deze ISP-chip, zal dit na enige tijd controle krijgen over het systeem.
De ISP-chip regelt de uit te voeren processen zodanig dat eerst de werkzaamheden met hoge prioriteit afgehandeld worden. De aspecten waarop de ISP-chip zich richt, zijn, in afnemende prioriteit:
- het verversen van het geheugen
- DMA-overdracht (Direct Memory Access: data-overdracht tussen randapparaten en het geheugen, zonder dat de processor wordt belast)
- CPU-tijd (tijd van de centrale processor)
- busmasters.

## Voorrang
Een busmaster vraagt altijd eerst om toestemming van de ISP om een hoge prioriteit te krijgen. Indien hij die verkrijgt, gedraagt die zich op een vergelijkbare wijze als het DMA: hij geeft apparaten die daarvoor geschikt zijn, rechtstreeks toegang tot het RAM-geheugen. Is de busmaster-controller klaar met zijn taak, dan staat hij de hem toegekende prioriteit weer af en wordt de controle teruggegeven aan de ISP. Om problemen te voorkomen, bevat een busmaster altijd een optie waarmee processen met een hoge prioriteit het systeem kunnen overnemen.